# Fachinformationsdienst Pharmazie
Der Fachinformationsdienst Pharmazie (PubPharm) ist ein Fachinformationsdienst für die Wissenschaft, der von der Universitätsbibliothek Braunschweig und dem Institut für Informationssysteme der Technischen Universität Braunschweig gemeinsam betrieben wird. Ziel ist es, die Informationsinfrastruktur für die universitäre pharmazeutische Forschung zu verbessern. Hierzu gehören die Optimierung der Recherche- und Volltextzugriffsmöglichkeiten, die Entwicklung von innovativen Recherchetools und eine bessere Literaturversorgung. Der Fachinformationsdienst (FID) Pharmazie wird seit 2015 von der Deutschen Forschungsgemeinschaft gefördert. 2021 startete die 3. Förderphase.

## PubPharm Rechercheplattform
Die PubPharm-Rechercheplattform ist eine vom FID Pharmazie entwickelte Suchmaschine für die Pharmazie und andere Lebenswissenschaften. Sie bietet eine Recherche nach wissenschaftlichen Publikationen sowie fachspezifischen Informationsressourcen und ist frei zugänglich. Eine neu entwickelte, standortabhängige Verfügbarkeitsprüfung zeigt direkt an, welche Literatur am eigenen Universitätsstandort verfügbar ist (abonniert ist). Basierend auf Deep-Learning-Technologien werden bei der Arzneistoffsuche und bei der Suche nach einer Erkrankung Vorschlagslisten kontextähnlicher, verwandter Substanzen, Erkrankungen/Symptome und Gene generiert. Die PubPharm-Tools Narrativer Service und Drug Overviews bieten strukturierte Literatur- und Wirkstoffübersichten. Die Struktursuche mit Ähnlichkeits- und Substruktursuche ermöglicht es, Verbindungen anhand ihrer molekularen Struktur zu suchen. Mit der erweiterten Suche können komplexe Suchanfragen eingegeben werden.
PubPharm enthält mehr als 60 Mio. Publikationen (Stand 10/2023):
- Artikel aus Medline (PubMed) (ca. 36 Mio.)
- Artikel aus Preprint-Archiven
- Weitere Artikel aus pharmazeutischen und chemischen Zeitschriften
- Bücher (E-Books und internationale Dissertationen)
- Informationen zu klinischen Studien
- Patente

## Projektpartner
- Universitätsbibliothek Braunschweig
- Institut für Informationssysteme (IfIS) der TU Braunschweig

## Teilbereiche des Projekts
- Lizenzierung von elektronischen Zeitschriften: FID-Lizenzen ermöglichen den direkten, standortunabhängigen Volltextzugriff auf Zeitschriftenartikel unabhängig von der Lizenzierung durch Universitätsbibliotheken.
- Entwicklung und Erweiterung der PubPharm Rechercheplattform: Dieses Discovery-System bietet als Kombination aus Suchmaschine und Bibliothekskatalog die Möglichkeit, gleichzeitig verschiedene Datenbanken und Informationsressourcen zu durchsuchen. So können z. B. mit einer Suchanfrage Daten aus Medline, dem Bibliothekskatalog, Patente und Informationen zu klinischen Studien durchsucht werden. In Zukunft werden Suchanfragen automatisch erweitert werden, z. B. werden bei Suche nach dem Handelsnamen eines Arzneistoffs auch Treffer gefunden, die den Wirkstoffnamen enthalten (Einbindung von Normdaten). Auch die Struktursuche wird inhaltlich und funktional weiterentwickelt.
- Entwicklung innovativer Recherchetools, die neue Zugriffsmöglichkeiten auf Informationsressourcen bieten.[4][5][10]
- Langzeitarchivierung und Retrodigitalisierung: Um Daten dauerhaft zu erhalten und zu sichern, werden Publikationen einer Langzeitarchivierung zugeführt und pharmazeutische Zeitschriften, überwiegend aus dem 19. und 20. Jahrhundert, digitalisiert.
- Fachspezifisches Repositorium: Das Repositorium pharmRxiv stellt verschiedenste Open-Access-Zweitveröffentlichungen bereit und bietet die Möglichkeit kostenfrei zu publizieren.